# 海犬養五百依
海犬養 五百依（あまのいぬかい の いおより、生没年不詳）は、奈良時代の官人。姓は宿禰。官位は正六位上・摂津職少進。勲位は勲十二等

## 経歴
聖武朝の天平12年（740年）9月に藤原広嗣の乱が発生すると、征討軍の軍曹（第四等官）として筑紫に遠征する。同年10月に肥前国松浦郡値嘉島長野村（現在の長崎県北松浦郡宇久町小浜郷長野。五島列島の宇久島内）にて安倍黒麻呂が藤原広嗣とその従者らを捕らえると、11月に大将軍・大野東人の命令を受けて、五百依は広嗣の従者の三田兄人ら20数名遠征軍の本陣に連行した。
その後、橘諸兄の家令を務めたほか、孝謙朝から淳仁朝にかけて右京少進・摂津職少進を歴任した。

## 官歴
注記のないものは『続日本紀』による。
- 天平12年（740年） 11月5日：見軍曹
- 時期不詳：正六位上。勲十二等
- 天平勝宝3年（751年） 11月11日：見橘諸兄家令[3]
- 天平宝字2年（758年）頃：右京少進[4]
- 天平宝字5年（761年） 正月28日：見摂津職少進[5]